# Ретно
Ретно — деревня в Солецком районе Новгородской области.

## География
Находится в западной части Новгородской области на расстоянии приблизительно 13 км на юго-запад по прямой от районного центра города Сольцы у речки Колешовка.

## История
Деревня отмечалась еще на карте 1840 года как поселение с 57 дворами. В 1877 году здесь (тогда село Порховского уезда Псковской губернии) было учтено 77 дворов. До 2020 года входила в состав Горского сельского поселения до его упразднения. Здесь имеется недействующая церковь Рождества Богородицы (1865 года постройки).

## Население
Численность населения: 369 человек (1909 год), 209 (русские 97 %) в 2002 году, 150 в 2010.